# جنگ‌های اشکانیان و رومیان
جنگ‌های اشکانیان و رومی‌ها (۶۶ پیش از میلاد – ۲۱۷ پس از میلاد) زنجیره ای از درگیری‌های بین امپراتوری اشکانی و رومیان (جمهوری روم و سپس امپراتوری روم) بود. این اولین دوره از جنگ‌های ۷۱۹ ساله ایران و روم بود. تهاجم اولیه رومی‌ها در برابر اشکانیان به ویژه در جنگ حرّان دفع شد. در جنگ غیرنظامی آزادی‌خواهان روم در قرن اول پیش از میلاد، اشکانیان از بروتوس و کاسیوس حمایت کرده و سرزمین شام (لوانت) را تصرف کردند. با این حال، نتیجه‌ای که جنگ دوم غیرنظامی روم به بار آورد، احیای قدرت رومیان در غرب آسیا بود.
در سال ۱۱۳ میلادی، تراژان فرمانروای روم، برای مدت کوتاهی میانرودان را فتح کرد و با موفقیت توانست پایتخت اشکانیان یعنی تیسفون را گشوده و پارتاماسپت را به فرمانداری آنجا بگمارد، اما تراژان هنوز در شرق بود که در پی بیماری و کهنسالی درگذشت. با مرگ او، همه آنچه گرفته بود از دست رفت. آدریانوس، جانشین تراژان، تصمیم به احیای دوباره فرات به عنوان مرز دو امپراتوری گرفت.
چند دهه بعد، بلاش چهارم در سال ۱۶۱ میلادی به ارمنستان لشکر کشید و رومیان را در آنجا شکست داد. رومیان در حمله‌ای تلافی جویانه، به فرماندهی استاتیوس پریسکوس توانستند اشکانیان را در ارمنستان شکست داده و  فرماندار دلخواه خود را بر تخت پادشاهی ارمنستان بنشانند. حمله به میانرودان در سال ۱۶۵ میلادی با حمله به شهر تیسفون و غارت آن به اوج خود رسید. در نهایت دودمان اشکانیان نه به دست رومیان، که با مرگ اردوان پنجم بدست اردشیر بابکان در سال ۲۲۶ میلادی، به پایان رسید. در زمان اردشیر و جانشینان وی، جنگ‌های ایران و روم میان شاهنشاهی ساسانی و رومیان ادامه یافت. اما در جنگ با رومیان، اشکانیان نگذاشتند تا بار دیگر بخشی از کشور ایران به دست بیگانگان بیفتد.